# Yorkshire Wildlife Park
Le Yorkshire Wildlife Park est un parc zoologique anglais situé dans le comté d'York, en périphérie de Doncaster. Il a été construit en 2009 sur le site d'une ancienne ferme pédagogique, Brockholes Farm, fermée au public en novembre 2008.
Le Yorkshire Wildlife Park est membre de l'Association britannique et irlandaise des zoos et aquariums (BIAZA) et de l'Association européenne des zoos et aquariums (EAZA).

## Historique

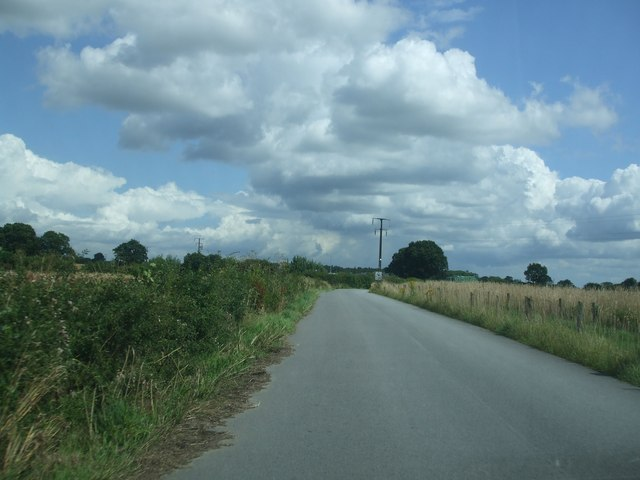
La route menant au parc.

Le Yorkshire Wildlife Park a été construit sur un terrain de 110 hectares anciennement occupé par la Ferme pédagogique Brockholes, et occupe actuellement environ 40 hectares du site.
Cheryl et Neville Williams, assistés par l'homme d'affaires John Minion, achètent le site en 2008 avec l'aide du fonds d'investissement de la Lloyds TSB Commerciale, et d'une bourse de Yorkshire Forward, l'agence régionale de développement. Le site a été rénové au cours de l'hiver 2008-2009, et a officiellement ouvert le 4 avril 2009.
En février 2010, le parc accueille 13 lions en provenance d'un zoo roumain et les présente dans un nouvel enclos de 4 hectares, intitulé Lion Country.
En 2011, le zoo ouvre Land of the Tigers, un enclos agrémenté de deux bassins et d'une chute d'eau, implanté près d'une zone humide. Les visiteurs peuvent ainsi observer les tigres depuis un long passage surélevé de 150 m, avec l'enclos d'un côté et la zone humide de l'autre.
En mars 2012, le parc ouvre Leopard Heights, un enclos à ciel ouvert conçu pour 300 000 £, qui permet aux visiteurs d'observer des léopards de l'Amour depuis une tour de 8 m de haut, ou bien depuis le niveau du sol grâce à une vitre de 10 m de long. Les 6000 m² de l'enceinte est vanté par le parc comme le plus grand du monde dédié au léopard.
En juillet 2014, le parc ouvre un grand enclos dédié aux ours polaires, nommé Projet Polar. Il accueille un premier ours, Victor, puis un deuxième en mars 2015, Pixel, son petit-fils.
Le 15 avril 2015, le parc annonce que l'un de ses tigres de Sibérie a donné naissance à trois jeunes le 29 mars 2015.
Le parc est devenu une attraction populaire dès ses premières années : il accueillait 66 000 visiteurs en 2009, et 323 000 en 2011.

## Installations et faune présentée

### Lion Country
Lion Country a été ouvert en mai 2010, et présente un groupe de treize lions d'Afrique, provenant du Jardin zoologique d'Oradea en Roumanie. Leur enclos inclut une cascade, des rochers et des arbres.

### Lemur Woods
Lemur Woods est un enclos d'immersion présentant un groupe de lémurs catta et de varis noirs et blancs.

### African Plains
African Plains est un grand enclos de type plaine africaine, présentant différents animaux d'Afrique comme les zèbres de Grévy, les watusis, les autruches, les girafes de Rothschild, les cobes de Lechwes, et les élands. Il comprend aussi un vaste enclos pour 2 jeunes mâles rhinocéros noirs.

### Land of the Tigers
Land of the Tigers présente six tigres de Sibérie : trois adultes, nommés Sayan, Vladimir et Tschuna, et trois jeunes, nommés Hector, Harley et Hope. L'enclos comprend deux bassins et une chute d'eau, ainsi qu'une allée de 150 mètres pour les visiteurs.

### Projet Polar Reserve
Ouvert en août 2014, le Projet Polar Reserve présente quatre ours polaires mâles nommé Victor, Pixel, Nissan et Nobby. Ce sont les seuls ours polaires présents dans un zoo anglais. L'enclos de dix hectares comprend deux bassins, dont le plus important est profond de huit mètres et contient 25,5 millions de litres d'eau.

### South America Viva
South America Viva est un pied-à travers l'enceinte de l'affichage de plusieurs espèces Sud-Américaines, y compris de Patagonie mara, commune de singes-écureuils, Azara de l'agouti, commune de rhea et capybara. Il y a aussi des enclos séparés logement de six bandes tatou, Amérique du Sud coati, fourmiliers géants, commune ouistitis et les loutres géantes, qui sont situés à proximité d'une Amérique du Sud sur le thème de restaurant appelé "iCaramba!".